# Cremastus coriaceus
Cremastus coriaceus är en stekelart som beskrevs av Dasch 1979. Cremastus coriaceus ingår i släktet Cremastus och familjen brokparasitsteklar. Inga underarter finns listade i Catalogue of Life.